# Ulica Lipowa w Sopocie
Ulica Lipowa (do 1945 Charlottenstrasse, w okresie 1946-49 Wojska Polskiego, w latach 1949-90 Wincentego Pstrowskiego) – willowa ulica o długości 280 m w centrum Sopotu, pomiędzy ul. Kościuszki i Skarpą Sopocką przy ul. Sobieskiego.

## Przebieg ulicy
Ul. Lipowa bierze początek od ul. Kościuszki, ok. 250 m od stacji kolejowej, następnie krzyżuje się z ul. Władysława IV i ul. Dębową, po czym kończy się schodami prowadzącymi do ul. Jana Sobieskiego. Zabudowa głównie mieszkalna, wyłącznie rezydencje wybudowane przed I wojną światową, mieszczą się tu nieliczne instytucje.
Ulica wytyczona w 1893, zabudowana po obu stronach willami (głównie kilkurodzinnymi), wybudowanymi w latach 1895-1913. Ciekawsze obiekty znajdujące się przy tej ulicy to:
- Dom pod numerem 9, róg ul. Władysława IV. Kilkurodzinna secesyjna willa czynszowa, wybudowana w 1904 według projektu Augusta Schmidtkego.[2] Wpisana do wojewódzkiego rejestru zabytków.
- Dom pod numerem 11. Willa murowana, szachulcowa z 1915, ul. Władysława IV 9 róg Lipowej 11. Wpisany do rejestru zabytków[3]
- Dom pod numerem 12. Czynszowa willa zbudowana w 1904 według projektu Hermanna Wolschona.
- Dom pod numerem 14. Zbudowany w początku XX w. w stylu secesyjnym.[4]
- Dom pod numerem 15. Piętrowa willa w stylu secesyjnym zbudowana w 1904 według projektu Waltera Schulza dla architekta miejskiego Paula Puchmüllera,[5]  który mieszkał w niej do 1917. W latach 1945–1961 posesja ta była własnością Anny, wdowy po Stefanie Żeromskim.[6]
- Dom przy ul. Kościuszki 47, róg ul. Lipowej. Była siedziba Sopockiej Szkoły Wyższej[7]
- Dom przy ul. Kościuszki 51, róg ul. Lipowej. Mieści się tu parafia ewangelicko-augsburska[8]
- Dom przy ul. Władysława IV 9, róg ul. Lipowej. Willa wybudowana w 1902 na zlecenie przedsiębiorcy i armatora Johannesa Icka, przed wojną występowała pod nazwą Willa Eo. Do 1905 należała do burmistrza Volkmara von Wurmba, później w prywatnych rękach do 1945, gdy przeszła na własność miasta. Po 1985 pełniła kolejno funkcje: Urzędu Stanu Cywilnego, Biura Planowania Regionalnego, Konsulatu Peru, obecnie (2014) jest siedzibą Pomorskiej Specjalnej Strefy Ekonomicznej[9]